# Cino Moscatelli
Cino Moscatelli, nome di battaglia di Vincenzo Moscatelli (Novara, 3 febbraio 1908 – Borgosesia, 31 ottobre 1981), è stato un partigiano e politico italiano, comandante delle Brigate Garibaldi della Valsesia durante la Resistenza italiana, divenne uno dei capi più conosciuti e rispettati delle formazioni partigiane in combattimento contro le forze nazifasciste.

## Biografia
Vincenzo Moscatelli (Cino) nacque a Novara il 3 febbraio 1908, nel rione operaio di Sant'Andrea, da Enrico e da Carmelita Usellini. Quarto di sette figli, padre ferroviere, madre casalinga, crebbe nell'ambiente della periferia novarese e iniziò a frequentare fin da giovanissimo il Circolo ferrovieri, "covo di 'rossi' e di rivoluzionari".
Terminata la sesta elementare, abbandonò gli studi per cercare un’occupazione, dapprima come apprendista presso lo stabilimento Rumi e poi, grazie a un corso professionale seguito di sera, come tornitore alle Officine meccaniche novaresi. Fin da giovanissimo frequentò a Novara i circoli operai dei ferrovieri, organizzò uno sciopero per protestare contro la mancanza di legna con cui veniva riscaldata la scuola, coinvolgendo anche i ragazzi delle superiori, si contrappose ai "balilla" nel luglio 1922, durante la cosiddetta battaglia di Novara che vide fronteggiarsi fascisti e antifascisti, partecipando alla difesa della locale Camera del lavoro.
Durante uno sciopero da lui organizzato nel 1925 si iscrisse alla gioventù comunista e partecipò all'attività clandestina. Nel frattempo lavorava in fabbriche novaresi e milanesi, prima all’Alfa Romeo e poi alla Cerutti. Fu costretto, nel 1927, ad espatriare in Svizzera e nei pressi di Basilea frequentò una scuola del PCI. Ormai divenuto funzionario dell’organizzazione clandestina del Partito comunista d’Italia (PCd’I), frequentò un’altra scuola di partito a Berlino, fino a quando, nell’ottobre 1927, fu inviato a Mosca, dove rimase fino al gennaio 1930, per poi spostarsi in Francia e lavorare nel Centro estero del partito.

Partigiani garibaldini in Valsesia; in piedi al centro, con il basco nero, è Cino Moscatelli

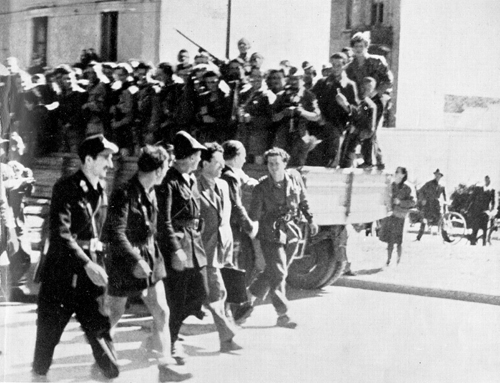
Cino Moscatelli, con il cappello da alpino, a Milano il 28 aprile 1945; alla sua sinistra sono Pietro Secchia e Luigi Longo

Cino Moscatelli insieme ai partigiani garibaldini della Valsesia nel 1945

Insieme a Pietro Secchia scrisse La lotta della gioventù proletaria contro il fascismo, un libretto diffuso clandestinamente in Italia (assisté Secchia anche nel volume "Il Monte Rosa è sceso a Milano. La Resistenza nel Biellese, nella Valsesia, nella Valdossola", Torino 1958). 
Ritornò in Italia sotto falso nome e svolse attività politica come segretario interregionale della Federazione giovanile comunista d’Italia (FGCd’I) per l’Emilia-Romagna, sulla scia della nuova politica inaugurata dai comunisti italiani all’indomani della ‘svolta’, decisa dal VI Congresso dell’Internazionale comunista (1928) e dal X Plenum del suo comitato esecutivo (1929), che prevedeva fra l’altro la ripresa dell’attività clandestina in Italia nonostante l’asprezza della repressione fascista. Arrestato l’8 novembre dello stesso anno a Bologna perché scoperto mentre organizzava manifestazioni clandestine per celebrare l’anniversario della Rivoluzione d’ottobre, Moscatelli fu deferito al Tribunale speciale per la difesa dello Stato, che lo condannò a 16 anni e 8 mesi di reclusione, all'interdizione perpetua dai pubblici uffici, a 3 anni di vigilanza speciale e a 2.000 lire di multa per aver ricostituito il PCI, per propaganda comunista, per uso di documenti falsi ed espatrio clandestino. Venne incarcerato a Volterra, dove restò tre mesi in isolamento dopo aver organizzato una protesta, a Civitavecchia (insieme a Pietro Secchia, Umberto Terracini, Leo Valiani, Manlio Rossi Doria) e infine ad Alessandria. Venne liberato nel dicembre del 1935, dopo l'applicazione dell'amnistia del decennale e di vari condoni, e sottoposto a libertà vigilata.
L'8 marzo 1937 venne arrestato a Serravalle Sesia, accusato di aver scritto frasi sovversive sui muri della cartiera. Dopo sei mesi trascorsi nel carcere di Vercelli, grazie a una lettera scritta di suo pugno in cui ripudiava il comunismo, fu liberato, pur restando sotto stretto controllo della polizia. In seguito a quella lettera, che ne provocò l’espulsione dal PCd’I, accantonò l’attività politica, rientrò nella natia Borgosesia dove aprì un ufficio commerciale e, nel 1938, sposò Maria Leoni, che gli diede due figlie, Carla e Nadia. 
Il 26 luglio 1943 improvvisò a Borgosesia una manifestazione e diresse poi il movimento antifascista in Valsesia, riallacciando i contatti con altri antifascisti e in particolare con Secchia. Dopo l'8 settembre 1943 fu tra i promotori del Comitato valsesiano di Resistenza (il futuro CLN), che organizzava gli sbandati e la guerriglia. Arrestato il 29 ottobre dai Carabinieri su richiesta del comando germanico di Vercelli, venne prontamente liberato dai suoi compagni e da numerosi concittadini che attaccarono la caserma.
Si rifugiò sul monte Briasco e organizzò con Eraldo Gastone (Ciro) azioni di guerriglia con il distaccamento "Gramsci", contro il quale dal dicembre del 1943 vennero inviate truppe nazifasciste. Il numero dei seguaci di Ciro e Cino crebbe, fino a diventare la "6ª Brigata garibaldina" costituita in Italia. I garibaldini valsesiani furono sottoposti a duri attacchi e rastrellamenti dalla Legione Tagliamento tra l'inverno del 1943 e la primavera del 1944. Il 10 giugno 1944 venne costituita la zona libera della Valsesia, la seconda in Italia. In questo periodo Moscatelli e Gastone riorganizzarono le formazioni e costituirono una divisione in Valsesia e, nei mesi successivi, un'altra nell'Ossola. Moscatelli divenne commissario politico, fino alla Liberazione, del raggruppamento delle divisioni garibaldine della Valsesia-Ossola-Cusio-Verbano, di cui Gastone fu il comandante militare.
Alla fine della guerra saranno 12 le brigate che facevano capo a Moscatelli e Gastone. Erano inquadrate in 4 divisioni, riunivano circa 3.000 uomini e erano sottoposte alle dirette dipendenze del Comando generale delle brigate Garibaldi e del Comando generale del Corpo Volontari della Libertà. Moscatelli sapeva destreggiarsi bene sia nelle azioni di guerra che come esponente politico, attirandosi l'appoggio di molte componenti politiche dello schieramento antifascista e trasformandosi in personaggio leggendario. La sua popolarità era tale che divenne il protagonista di molte canzoni partigiane, in genere cantate utilizzando come base i motivi musicali in voga all'epoca (ad esempio: li guida Moscatelli \ son giovani e son belli, \ hanno la Patria nel cuore \ dal nemico traditore \ lor la vogliono liberar, oppure ma chi nel sangue si sentì italiano \ con Moscatelli andò a fare il partigiano).
Nell'aprile 1945 le forze garibaldine che facevano capo a Moscatelli presero parte alla liberazione di Novara e poi entrarono esultanti a Milano, dove, in piazza Duomo, Moscatelli partecipò al grande comizio partigiano con Luigi Longo e altri capi del CLNAI. Per i meriti nella lotta partigiana, Moscatelli fu congedato con il grado di tenente colonnello. Ricevette la medaglia d'argento al valor militare, la decorazione statunitense Bronze Star Medal e la polacca "Krzyż Partyzancki". Divenne sindaco di Novara e deputato alla Costituente per il PCI nella circoscrizione Torino-Novara-Vercelli, raccogliendo 45.282 preferenze.
Ha scritto e pubblicato nel 1962 due racconti sul Pioniere, dal titolo: Partigiani della Valsesia (n° 15/1962) e Le cifre parlanti (n° 16/1962).
Nel terzo governo De Gasperi fu sottosegretario alla presidenza del Consiglio dei ministri per l'assistenza ai reduci e ai partigiani. Nel 1948 entrò in Senato come senatore di diritto per la condanna subita dal Tribunale speciale per la sicurezza dello Stato durante il fascismo, risultando il più giovane senatore della legislatura; venne poi eletto alla Camera nel 1953 e nel 1958. Contemporaneamente svolse un'intensa attività organizzativa nel PCI, nell'ambito delle attività dell'Associazione Nazionale Partigiani d'Italia (ANPI) per preservare la storia della Resistenza, fondando a Borgosesia nell'ottobre del 1974 l'Istituto per la storia della Resistenza e della società contemporanea nelle province di Biella e Vercelli, a lui intitolato nel 1982, essendo già stato tra i promotori della fondazione dell'Istituto storico della Resistenza Piero Fornara.

Cino Moscatelli

## Direttore del giornale "La Stella Alpina"
"La Stella Alpina" venne pubblicata dal 15 ottobre 1944 al 1º aprile 1951 con la seguente scansione:
- La Stella Alpina, organo del comando unificato garibaldino del Sesia-Cusio-Ossola e Verbano dal 15 ottobre 1944 al 12 agosto 1945;
- La Squilla Alpina, settimanale indipendente di informazioni politiche, economiche, culturali e sportive, dal 16 settembre 1945 al 17 febbraio 1946 (de La Squilla Alpina sono stati pubblicati 23 numeri dal 16 settembre 1945 al 17 febbraio 1946; dal n. 13 del 9 dicembre 1945 il periodico è stato pubblicato anche nelle edizioni locali: Novarese, Biellese, Canavese, Ossola e Verbano);
- La Stella Alpina, settimanale indipendente d'informazioni, dal 24 febbraio 1946 al 1º aprile 1951.